# 伊丽莎白·马拉加利
伊丽莎白·马拉加利（西班牙語：Elisabeth Maragall，1970年11月25日—），西班牙女子曲棍球运动员。她曾代表西班牙国家队参加1992年夏季奥林匹克运动会曲棍球比赛，获得一枚金牌。